# Nathaniel Cross
Nathaniel Cross (* um 1990 in London) ist ein britischer Jazzmusiker (Posaune, Arrangement).

## Leben und Wirken
Nathaniel Cross wuchs in London in einer musikbegeisterten Familie auf; sein Bruder ist der Tubist Theon Cross. Er spielte seit seinem zehnten Lebensjahr Posaune; als er 13 Jahre alt war, begann er im Musikprojekt Kinetica Bloco Bandproben zu besuchen. Er studierte dann an der Guildhall School of Music and Drama. Seit den 2010er-Jahren arbeitete er als Arrangeur und Posaunist mit einer Vielzahl von Musikern, darunter Solange Knowles, Emile Sandé, Stormzy, Zara McFarlane, Kano, David Murray, LCSM, Swindle und Macy Gray, zusätzlich zur Mitwirkung an zwei Alben von Moses Boyd, darunter das für den Mercury Prize nominierte Dark Matter (2020). In einem Artikel im Rolling Stone wurde der als der „Quincy Jones von Catford“ bezeichnet (nach der Gegend im Südosten Londons, in der er aufgewachsen ist und weiterhin lebt). Cross war des Weiteren an Aufnahmesessions von Brass Mask (Spy Boy), Theon Cross (Fyah, 2018) und Sons of Kemet (Black to the Future, 2021) beteiligt.
Im Sommer 2021 legte Cross seine Debüt-EP The Description Is Not the Described (First Word) vor, auf der seine eigenen Kompositionen vorstellte, geprägt vom zeitgenössischen Jazz und gleichzeitig einer breiten Palette von Subgenres der Musik, die er – aufgewachsen in einem britisch-karibischen Haushalt – gehört hat. Klanglich mischen sich Richtungen von Broken Beat, Calypso, Dancehall, Neo-Soul, Hip-Hop, Gospel, afro-kubanischer und westafrikanischer Musik.
Der Posaunist ist nicht mit dem gleichnamigen Gitarristen zu verwechseln, der 1948 in der Band von Ed Barron und Clyde Bernhardt spielte.